# 스테파니 앤두자

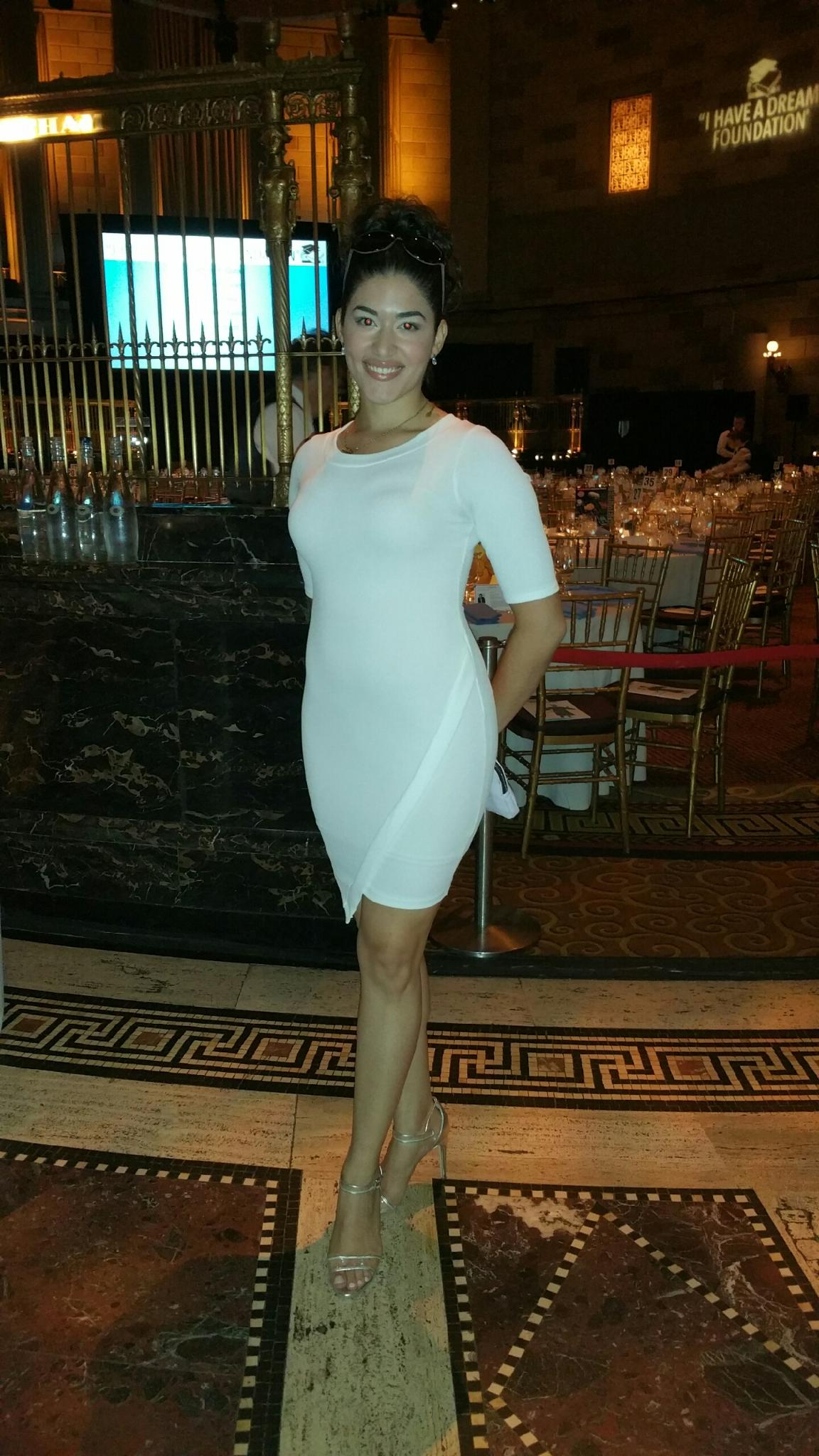

스테파니 앤두자(Stephanie Andujar, 1986년 7월 15일 ~ )는 미국의 배우, 텔레비전 배우, 영화배우이다.
맨해튼에서 태어났다.

## 영화
- 당신과 함께한 순간들 (2017년) - 줄리 역
- 툼스톤 (2014년) - 캐셔 역
- 베이비걸 (2011년) - 에일다 역
- 파리아 (2011년) - 피어 걸 역
- 프레셔스 (2009년) - 리타 역